# Zahlungsmittelgenerierende Einheit
Eine zahlungsmittelgenerierende Einheit (engl., cash generating unit, CGU) ist nach den Standards internationaler Rechnungslegung (IFRS) die kleinste identifizierbare Gruppe von Vermögenswerten, die Mittelzuflüsse erzeugt, die weitestgehend unabhängig von den Mittelzuflüssen anderer Vermögenswerte oder anderer Gruppen von Vermögenswerten sind (IAS 36.6).
Dies dient der Einschätzung der Bewertung von entsprechenden Vermögenswerten. Wenn es nicht möglich ist, den erzielbaren Betrag für einen einzelnen Vermögenswert zu ermitteln, dann ist der erzielbare Betrag für die zahlungsmittelgenerierende Einheit der Vermögenswerte zu ermitteln (IAS 36.66). Dies erlaubt dann Rückschlüsse, ob eventuell eine Anpassung der Bewertung der jeweiligen einzelnen Vermögenswerte nötig ist.
Beispiel:
Gemäß IAS 16.12 ff. ist ein Vermögenswert, der aus wertmäßig signifikanten einzelnen Komponenten besteht, in diese aufzuteilen und jeweils gesondert abzuschreiben. Zum Beispiel sind bei einem Flugzeug die Turbinen gesondert abzuschreiben. Sofern kein Markt für die  Turbinen bestehen sollte, ist zur Ermittlung des beizulegenden Wertes auf das Flugzeug, als zahlungsmittelgenerierende Einheit, zurückzugreifen.